# Bodzia
Bodzia – wieś w Polsce położona w województwie kujawsko-pomorskim, w powiecie włocławskim, w gminie Lubanie.

## Zabudowa
Bodzia zajmuje powierzchnię 131 ha. Zabudowa wsi jest rzędowa zwarta, a gospodarstwa położone głównie po południowej stronie drogi gminnej. Budynki są zróżnicowane pod względem rozmiaru i czasu powstania. We wsi znajduje się cmentarz poniemiecki z okresu II wojny światowej.
W latach 1975–1998 miejscowość administracyjnie należała do województwa włocławskiego. Bodzia była wzmiankowana w roku 1900 w „Słowniku geograficznym Królestwa Polskiego i innych krajów słowiańskich” jako kolonia w powiecie nieszawskim, gminie i parafii Lubanie; liczyła wówczas 312 mieszkańców i zajmowała powierzchnię 277 mórg. Według Narodowego Spisu Powszechnego (III 2011 r.) liczyła 138 mieszkańców. Jest piętnastą co do wielkości miejscowością gminy Lubanie.

## Transport
Najbliższy przystanek kolejowy znajduje się w Lubaniu.

## Wykopaliska

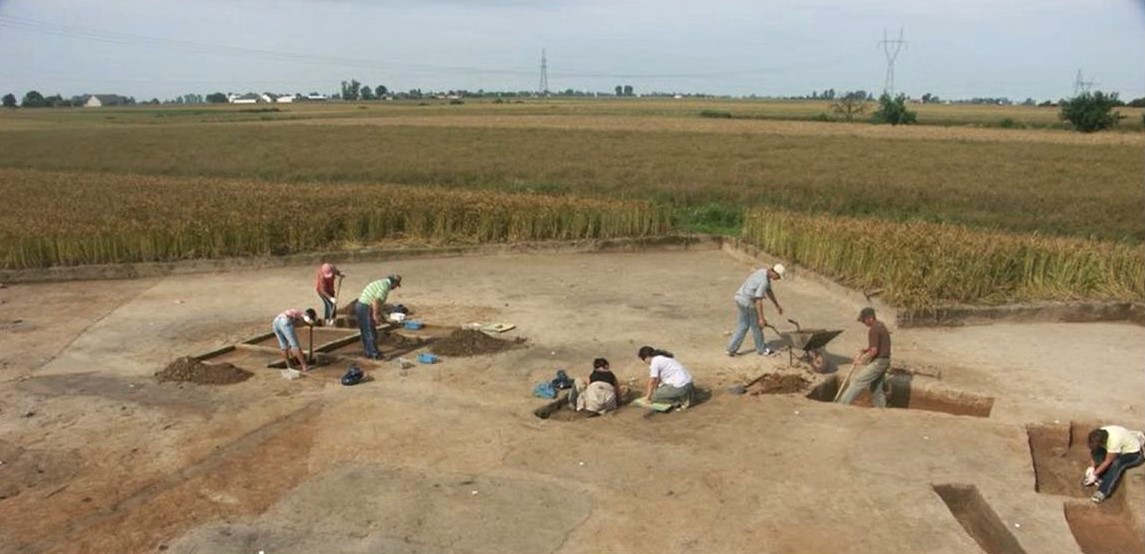
Prace archeologiczne w miejscowości Bodzia

W latach 2007–2009 w okolicy wsi prowadzono ratownicze wykopaliska archeologiczne związane z budową autostrady A1. Odnaleziono w ich trakcie cmentarzysko z 49 grobami komorowymi z przełomu X i XI wieku.
Bogate wyposażenie grobów wskazuje, że pochowani na nim zostali przedstawiciele ówczesnych elit społecznych. Na podstawie usytuowania grobów, ich konstrukcji oraz wyposażenia przypuszcza się, że osoby tam pochowane miały związki kulturowe ze Skandynawią i/lub Rusią Kijowską. Badania izotopowe zębów wskazują także, że niektórzy z pochowanych urodzili się poza terenami Polski.
Na cmentarzu zidentyfikowano pochówki czternastu mężczyzn w wieku 25-55 lat, dwudziestu jeden kobiet i dwanaście szkieletów dzieci. Zmarli z Bodzi spoczywają południkowo, z głowami na północ. Do ziemi zostali złożeni według obrządku skandynawskiego w obszernych komorach wykonanych z drewnianych belek. Dorośli pochowani byli w drewnianych trumnach z żelaznymi okuciami. Zmarłych w pochówkach wyposażono w rozmaite przedmioty, mężczyzn w miecze, w tym saksy, włócznie, noże, wagi szalkowe. Kobiety złożone zostały razem z ozdobami.  Najbogatszy jest pochówek tzw. młodego wojownika, który zginął od cięcia w głowę w wieku około 20 lat. Jego zwłoki wyposażone były w inkrustowany srebrem miecz ceremonialny typu znanego ze Skandynawii i ozdobioną wizerunkiem ptaka srebrną kaptorgę. Bardzo znaczącym znaleziskiem jest brązowa zapinka jego pasa, na której widoczny jest dwuząb zakończony krzyżem – tamga Rurykowiczów, w postaci używanej przez wielkiego księcia kijowskiego Światopełka I Przeklętego, zięcia Bolesława Chrobrego. Sugeruje się, że młody wojownik mógł być drużynnikiem albo wręcz członkiem rodziny księcia, który pokonany przez swojego brata Jarosława I Mądrego, wyruszył po pomoc do Bolesława i zginął po drodze w 1019 roku. W grobach odnaleziono również monety, pochodzące z Saksonii, Bawarii, Frankonii, Anglii i Skandynawii. Cmentarzysko w Bodzi ma też bezpośrednie analogie do skandynawskich cmentarzysk w Birce i na Gotlandii.
Niektóre groby wyposażone były również w miecze wikińskie oraz broń typu Langsaks.